# Rosenrot
'Rosenrot"' é o quinto álbum de estúdio da banda alemã Rammstein, foi lançado em 28 de outubro de 2005.
Em 2015 foi re-lançado em vinil, pela primeira vez lançado nesse formato, e incluído na coletânea "XXI", que comemora os 21 anos da banda. Em 8 de dezembro de 2017 foi lançado separadamente da coletânea.

## Composição
Ele é composto por seis músicas que não haviam sido usadas no álbum "Reise, Reise", sendo elas "Rosenrot", "Wo bist du", "Zerstören", "Feuer und Wasser" e "Ein Lied"; uma demo chamada "Schwuhla", que veio das sessões de gravação do "Mutter"'", foi retrabalhada, regravada e lançada como "Mann gegen Mann"; e quatro músicas completamente novas. O nome do álbum seria originalmente intitulado "Reise, Reise Vol. 2", mas em 18 de agosto de 2005 o álbum foi anunciado como "Rosenrot".
Enquanto não promoveu ativamente o álbum, a banda criou antecipação através de uma variedade de meios. O primeiro single do álbum, "Benzin", estreou no Berliner Wuhlheide, e foi lançado em CD. O site oficial do Rammstein apresentava amostras de um minuto de seis das faixas e apresentava uma proeminente contagem regressiva da data de lançamento. Uma breve seção do refrão de "Rosenrot" tocava ao fundo de um e-card contendo fotografias da banda e informações básicas do álbum.
A sessão de audição ocorreu em Paris. Muitos jornalistas foram convidados. Depois de deixarem todas as suas malas em um local, eles só podiam trazer papel e canetas. Durante um passeio de ônibus, eles puderam ouvir o álbum, que veio em um CD player portátil selado.
Depois do passeio, eles foram levados para um barco, onde a banda esperou para responder perguntas.
A capa deste álbum é idêntica à capa da edição japonesa do "Reise, Reise", a única diferença é que na edição japonesa de Reise, Reise o logotipo da banda está no casco do navio, e em Rosenrot é o nome do álbum que ocupa o local. A imagem é uma fotografia ligeiramente modificada do navio quebra-gelo USS Atka, tirada no dia 13 de Março de 1960, na estação de McMurdo na Antártida.
Esse álbum, que mostra claras influências da poesia alemã, mostra músicas sentimentais e melancólicas, mostrando um outro lado do Rammstein.

## Faixas

### Edição padrão
| N.º            | Título                                         | Duração |  |
| 1.             | "Benzin (Gasolina)"                            | 3:46    |  |
| 2.             | "Mann gegen Mann (Homem contra Homem)"         | 3:50    |  |
| 3.             | "Rosenrot (Rosa Vermelha)"                     | 3:54    |  |
| 4.             | "Spring (Saltar)"                              | 5:25    |  |
| 5.             | "Wo bist du? (Onde Você Está?)"                | 3:56    |  |
| 6.             | "Stirb nicht vor mir (Não morra antes de mim)" | 4:06    |  |
| 7.             | "Zerstören (Destruir)"                         | 5:29    |  |
| 8.             | "Hilf mir (Ajude-me)"                          | 4:44    |  |
| 9.             | "Te Quiero Puta! (Te Amo Puta!)"               | 3:56    |  |
| 10.            | "Feuer und Wasser (Fogo e Água)"               | 5:18    |  |
| 11.            | "Ein Lied (Uma Canção)"                        | 3:44    |  |
| Duração total: | Duração total:                                 | 48:00   |  |

### Edição limitada (DVD Bônus)
| N.º            | Título                                                                   | Duração |  |
| 1.             | "Reise, Reise" (Ao vivo - Arenes de Nîmes, Nîmes, França, Julho/2005)    | 5:09    |  |
| 2.             | "Mein Teil" (Ao vivo - Club Citta, Kanagawa, Japão, Junho/2005)          | 5:26    |  |
| 3.             | "Sonne" (Ao vivo - Brixton Academy, Londres, Inglaterra, Fevereiro/2005) | 4:33    |  |
| Duração total: | Duração total:                                                           | 15:08   |  |

## Recepção pela crítica
| Críticas profissionais | Críticas profissionais |
| Avaliações da crítica  | Avaliações da crítica  |
| Fonte                  | Avaliação              |
| ---------------------- | ---------------------- |
| AllMusic               | [ 2 ]                  |
| Blabbermouth.net       | 8/10                   |
| Entertainment Weekly   | C                      |
| IGN                    | 5.2/10                 |
| Kerrang!               | [ 6 ]                  |
| PopMatters             | 8/10                   |
| Release Magazine       | 6/10                   |
| Sputnikmusic           | [ 9 ]                  |

## Histórico de lançamento
| País                            | Data                   | Gravadora       | Formato      | Catálogo                |
| ------------------------------- | ---------------------- | --------------- | ------------ | ----------------------- |
| União Europeia                  | 28 de outubro de 2005  | Universal Music | CD           | 9875661                 |
| Canadá                          | 6 de dezembro de 2005  | Universal Music | CD, CD + DVD | 0249874588 0249875148   |
| Estados Unidos                  | 28 de março de 2006    | Universal Music | CD, CD + DVD | B0006385-02 B0006386-60 |
| Japão                           | 16 de dezembro de 2009 | Universal Music | SHM-CD + DVD | UICY-91512              |
| União Europeia · Estados Unidos | 8 de dezembro de 2017  | Universal Music | LP           | 2729675                 |

## Desempenho nas paradas
| Paradas                               | Posição |
| ------------------------------------- | ------- |
| Austrália (ARIA)                      | 44      |
| Áustria (Ö3 Austria Top 40)           | 1       |
| Bélgica (Ultratop Flandres)           | 3       |
| Canadá (Billboard)                    | 49      |
| Croácia (IFPI)                        | 39      |
| República Tcheca (ČNS IFPI)           | 8       |
| Dinamarca (Hitlisten)                 | 2       |
| Países Baixos (Dutch Charts)          | 4       |
| Finlândia (Suomen virallinen lista)   | 1       |
| França (SNEP)                         | 5       |
| Alemanha (Offizielle Deutsche Charts) | 1       |
| Hungria (MAHASZ)                      | 18      |
| Irlanda (IRMA)                        | 40      |
| Itália (FIMI)                         | 20      |
| Nova Zelândia (RMNZ)                  | 38      |
| Noruega (VG-lista)                    | 4       |
| Polónia (ZPAV)                        | 7       |
| Portugal (AFP)                        | 7       |
| Espanha (PROMUSICAE)                  | 9       |
| Suécia (Sverigetopplistan)            | 2       |
| Suíça (Schweizer Hitparade)           | 2       |
| Reino Unido (UK Albums Chart)         | 29      |
| Estados Unidos (Billboard 200)        | 47      |

### Paradas de fim de ano
| Paradas (2005)                      | Posição |
| ----------------------------------- | ------- |
| Finlândia (Suomen virallinen lista) | 12      |